# Принцеза Софија од Уједињеног Краљевства
Принцеза Софија (Софија Матилда; 3. новембар 1777 — 27. мај 1848) била је дванаесто дете и пета ћерка краља Џорџа III и краљице Шарлоте. У историји је остала позната по гласинама око наводног ванбрачног детета које је родила у младости, упркос самалачком животу. 
Софија је у младости била веома везана за оца, који је био приврженији својим кћеркама него синовима. Међутим, она и њене сестре живеле су у страху од своје ригорозне мајке. Принцезе су биле добро образоване, али су одгајане у строгом домаћинству. Иако му се није допадала идеја о браку својих кћерки, краљ Џорџ је намеравао да им пронађе одговарајуће мужеве када постану пунолетне и спремне за удају. Међутим, краљеви чести напади лудила, као и краљичина жеља да њене ћерке живе као њене сапутнице, спречиле су потенцијалне удвараче да запросе већину принцеза. Стога, Софија и већину њених сестара, осим једне, одрасле су у домаћинству своје мајке, које су често називале „женски манастир“.
Иако се никада није удала, прошириле су се гласине да је Софија затруднела са Томасом Гартом, очевим коњичарем, и да је у лето 1800. родила ванбрачног сина. По другим гласинама, њена трудноћа је резултат силовања од стране њеног старијег брата, војводе од Камберленда. Историчари су подељени по питању истинитости ове тврдње, јер неки верују да је она родила Томасово дете, док други сматрају да је реч о измишљеној причи коју су проширили политички непријатељи краљевске породице. 
Принц регент, Џорџ IV, који је и сам имао нарушене односе са оцем, залагао се за већу независност својих сестара. Међутим, оне су све до смрти њихове мајке 1818. године, биле њене службене сапутнице. Последње године свог живота, Софија је провела у Кенсингтонској палати, у домаћинству своје нећаке, принцезе Викторије од Кента, будуће краљице Викторије. Тамо је пала под утицај Викторијиног управника, сер Џона Конроја, који је искористио њену сенилност и слепило. Тада су почеле да се шире гласине да се она није супротставила Џону јер је он био способан да се ефикасно носи са насилним понашањем њеног сина. Софија је, за Џонове потребе често шпијунирала унутар Кенсингтон, али и код своја два старија брата, док је Џон неконтролисано трошио већи део њеног новца. Принцеза је умрла 27. маја 1848. године у својој резиденцији Викаријад плејс, у склопу Кенсингтонске палате.